# Go West Young Man (In the Motherlode)
Go West Young Man (In the Motherlode) è un singolo del gruppo musicale britannico Genesis, pubblicato il 1º settembre 1978 come terzo estratto dal nono album in studio ...And Then There Were Three....

## Tracce
1. Go West Young Man (In the Motherlode) – 5:15 (Rutherford)
2. Scenes From a Night's Dream – 3:30 (Collins, Banks)